# Christophe Bentz
Pour les articles homonymes, voir Bentz.
Christophe Bentz, né le 4 juillet 1987 à Boulogne-Billancourt (Hauts-de-Seine), est un homme politique français.
Membre successif du Mouvement pour la France et du Parti chrétien-démocrate devenu Via, la voie du peuple, il est élu conseiller municipal à Saint-Germain-en-Laye (Yvelines) en 2020, puis député dans la 1re circonscription de la Haute-Marne lors des élections législatives de 2022, avec le soutien du Rassemblement national. À l'Assemblée nationale, il siège au sein du groupe RN.
Ses propos sur l'interruption volontaire de grossesse qu'il présente comme un « génocide de masse » ont créé une controverse, de même que son évocation de la notion de « race » dans son ouvrage Décrypter l'antiracisme.

## Parcours politique

### Débuts en politique
De juin 2010 à juin 2011, il est le président des Jeunes pour la France (JPF), la branche jeunesse du Mouvement pour la France (MPF). Cette présidence lui est retirée par Philippe de Villiers, qui lui reproche de faire « l'apologie de la race » à la suite de la publication de l'essai Décrypter l'antiracisme en une heure. Christophe Bentz déclare notamment qu'« aujourd'hui, dans le paysage médiatique actuel, le terme, la notion de race, est nié ».
Il a été conseiller technique au cabinet du président du conseil départemental de la Charente.
Il rejoint ensuite le Parti chrétien-démocrate (PCD), dont il est délégué général,. Il est candidat en 2012 dans la 4e circonscription des Yvelines et recueille 0,23 % des voix. Il réédite sa tentative en 2017 dans la 6e circonscription des Yvelines, et obtient 1,91 %. Candidat aux élections municipales de 2020 à Saint-Germain-en-Laye dans une liste d'union avec le Rassemblement national (RN), il devient conseiller municipal (9,39 %). Il démissionne en décembre 2022. Aux élections départementales de 2021, il est candidat avec Brigitte Lesgourgues dans le canton de Saint-Germain-en-Laye, le binôme étant étiqueté divers droite : celui-ci est éliminé au premier tour avec 15,58 % des voix.
Il est, avec Marion Maréchal, cofondateur de l'Institut des sciences sociales, économiques et politiques de Lyon (ISSEP), où il est secrétaire général, directeur du pôle recherche et professeur d’analyse électorale, et a dirigé le CAP, think tank de Marion Maréchal,,,.

### Député de la Haute-Marne
À l'approche des élections législatives de 2022, Christophe Bentz est investi par le Rassemblement national (RN) dans la première circonscription de la Haute-Marne, un département favorable au RN puisque Marine Le Pen y est largement arrivée en tête (56,96 %) devant Emmanuel Macron au second tour de l'élection présidentielle d'avril 2022. Membre de Via, la voie du peuple, il indique alors qu'il n'est pas adhérent du RN mais qu'il a été sollicité directement par Marine Le Pen qui le soutient « au titre des candidats d’ouverture »,. Son investiture a été soutenue par Sébastien Chenu auprès de la commission d’investiture du RN.
Il l'emporte au second tour avec 16 201 voix (soit 51,25 % des suffrages exprimés) sur Bérangère Abba, députée LREM sortante et ancienne secrétaire d'État du gouvernement Castex. Il indique avoir été lui-même « surpris » de sa victoire mais explique celle-ci par le fait d'avoir « tout fait pour [se] faire pardonner [son] parachutage en redoublant d’efforts pour [se] faire connaître ». Jusqu'alors, la Haute-Marne n'avait jamais élu de député du Rassemblement national.
Il adhère finalement au RN courant 2022.
En janvier 2023, dans le cadre de la niche parlementaire du groupe RN à l'Assemblée nationale, il est rapporteur d'une proposition de loi visant à exonérer de cotisations sociales patronales les augmentations de salaires de plus de 10 %, ce qu'il présente comme une « mesure sociale ». Le Parisien y voit « un résumé de la stratégie du RN, qui entend, par des propositions globalement piochées sur les autres bancs de l'hémicycle, piéger ses adversaires en les accusant de sectarisme ».

## Ligne politique
Opposé au droit à l'avortement, il affirme en 2011 que l’interruption volontaire de grossesse (IVG) est un « génocide de masse ». Il milite pour l'instauration d'une clause de conscience pour les médecins ne souhaitant pas pratiquer d'IVG. En novembre 2022, à l'Assemblée nationale, il vote contre l'inscription du droit à l'IVG dans la Constitution.

## Controverses
Christophe Bentz avait déclaré que  « L'avortement est un génocide de masse », lors d'une manifestation annuelle contre l'avortement, en 2011,,,.
Dans son ouvrage Décrypter l'antiracisme en une heure, publié dans une maison d'édition complotiste, Tatamis, Bentz s'est proposé de réhabiliter la notion de « race » en alléguant la liberté d'expression. Il est exclu pour cette raison par Philippe de Villiers de son parti Mouvement pour la France en 2011. Selon Le Figaro, Christophe Bentz est évoqué  « dans l'hebdomadaire d'extrême droite Minute », comme ayant osé  « parler de races pour réhabiliter la liberté d'expression ! ». Médiapart précise que dans son essai, Bentz estime que la notion de race est victime d'un  « terrorisme sémantique » :  « Distinguer les races est un travail de bon sens accessible à tous ». Pour lui, l'antiracisme est l'« agent d’une nouvelle idéologie totalitaire : le mondialisme ». Il y confie sa crainte de l’avènement  « d'une race métissée, uniformisée, homogène ».

## Ouvrages
- Le Dircab, C. Barral dir., Territorial Editions (Les Clefs du métier), 2021  (ISBN 978-2-35295-120-9).
- Décrypter l'antiracisme en une heure, Paris, Tatamis, 2011  (ISBN 978-2-917617-11-3).